# 僕の姉ちゃん
『僕の姉ちゃん』（ぼくのねえちゃん）は、益田ミリによる日本の漫画作品。ファッション雑誌『an・an』（マガジンハウス）にて連載中。
2022年7月期にテレビ東京系列にてテレビドラマ化された。

## 制作背景
作者の益田が「アメリカのコメディドラマみたいな漫画を描いてみたい」と考えたことにより、本作が描かれている。ちはるについて、益田と「似ていると感じるところもある」という。順平については「こんな弟がいたらストレス解消になりそう」だと読者が感じられる「弟像を考え」たといい、本作を執筆していると「『順平』という弟がすでにいるような感じ」だと益田は話している。読者が「それぞれに順平像があるといい」と考え、ドラマ化された際に順平を演じる役者として、いろいろな俳優の名前が挙げられることが益田の理想である。

## 登場人物
ちはる
三十路過ぎのベテランOL。順平の姉。
順平（じゅんぺい）
社会人1年目の新米サラリーマン。ちはるの弟。

## 書誌情報
- 益田ミリ『僕のねえちゃん』シリーズ マガジンハウス、既刊6巻（2024年7月14日現在）
  1. 「僕の姉ちゃん」2011年9月15日発売[3]、ISBN 978-4-83-872337-9
  2. 「続・僕の姉ちゃん」2015年11月19日発売[5]、ISBN 978-4-83-872825-1
  3. 「やっぱり、僕の姉ちゃん」 2018年4月5日発売[6]、ISBN 978-4-83-872994-4
  4. 「僕の姉ちゃん的生活 明日は明日の甘いもの」 2020年3月12日発売[7]、ISBN 978-4-83-873084-1
  5. 「進め!僕の姉ちゃん」 2021年10月7日発売[8]、ISBN 978-4-83-873186-2
  6. 「そう来る？僕の姉ちゃん」2024年7月、ISBN 978-4-8387-3272-2
- 益田ミリ『僕のねえちゃん』シリーズ 幻冬舎〈幻冬舎文庫〉、既刊4巻（2024年7月14日現在）
  1. 「僕の姉ちゃん」2018年2月7日発売[9]、ISBN 978-4-344-42705-1
  2. 「続・僕の姉ちゃん」2020年2月6日発売[10]、ISBN 978-4-344-42952-9
  3. 「やっぱり、僕の姉ちゃん」 2021年4月8日発売[11]、ISBN 978-4-344-43080-8
  4. 「僕の姉ちゃん的生活：明日は明日の甘いもの」2023年11月、ISBN 978-4-344-43332-8

## テレビドラマ
2022年7月28日（27日深夜）から9月29日（28日深夜）までテレビ東京系列の「水ドラ25」枠で放送された。地上波放送に先駆け、Amazon Prime Videoにて2021年9月24日より全話一挙先行配信されている。

### 登場人物（テレビドラマ）

#### 主要人物
白井ちはる（しらい ちはる）〈30〉
演 - 黒木華
順平の姉。輸入家電の会社に勤務する三十路過ぎのベテランOL。
白井順平（しらい じゅんぺい）〈23〉
演 - 杉野遥亮
ちはるの弟。冷凍食品メーカーに勤務する社会人1年目の新人サラリーマン。

#### 順平の同僚
順平が務める冷凍食品メーカー「ネオフローズン」の同僚。
真田美穂子
演 - 久保田紗友
順平がひそかに思いを寄せる同期。
吉岡悟
演 - 若林拓也
同期の中で1番の人気者。
東海林明日美
演 - 平岩紙
順平の直属の上司。

#### ちはるのデート相手
谷崎智也
演 - 渡辺大知（第4話・第5話）
宮台亨
演 - 遊屋慎太郎（第8話）
永野晋
演 - 片桐仁（第8話・第9話）

### スタッフ（テレビドラマ）
- 原作 - 益田ミリ『僕の姉ちゃん』シリーズ（マガジンハウス刊）
- 監督 - 吉田善子
- 脚本 - 吉田善子、清水匡、高田亮
- オープニングテーマ - ハンバート ハンバート「恋の顛末」（SPACE SHOWER MUSIC）[12]
- エンディングテーマ - OKAMOTO'S「Sprite」（アリオラジャパン）[14]
- 音楽 - 川嶋可能
- 音楽プロデューサー - 佐藤能久
- サウンドデザイン - 浅梨なおこ、阿部祥高
- OP人形制作 - 波津あゆ子
- プロデューサー - 江川智（テレビ東京）、小澤祐治（ギークピクチュアズ）、大塚健二（ギークサイト）
- 制作協力 - ギークピクチュアズ、ギークサイト
- 製作著作 - テレビ東京

### 放送日程
| 話数   | 放送日   | サブタイトル         | 脚本          |
| ------ | -------- | -------------------- | ------------- |
| 第1話  | 07月28日 | 家庭的キーワード     | 高田亮 清水匡 |
| 第2話  | 08月04日 | 指の毛               | 清水匡        |
| 第3話  | 08月11日 | 出世する人、しない人 | 清水匡        |
| 第4話  | 08月18日 | 結婚の適量           | 清水匡        |
| 第5話  | 08月25日 | 浮気ライン           | 清水匡        |
| 第6話  | 09月01日 | わたしが別れる理由   | 高田亮        |
| 第7話  | 09月08日 | 自分の売り           | 高田亮        |
| 第8話  | 09月15日 | 尽くさない女         | 吉田善子      |
| 第9話  | 09月22日 | ハイヒールを履く     | 清水匡        |
| 最終話 | 09月29日 | 手巻き寿司の日       | 清水匡        |

### 放送局
| 放送期間                | 放送時間                     | 放送局         | 対象地域       | 備考   |
| ----------------------- | ---------------------------- | -------------- | -------------- | ------ |
| 2022年7月28日 - 9月29日 | 木曜 1:00 - 1:30（水曜深夜） | テレビ東京     | 関東広域圏     | 製作局 |
|                         |                              | テレビ北海道   | 北海道         |        |
|                         |                              | テレビ愛知     | 愛知県         |        |
|                         |                              | テレビせとうち | 岡山県・香川県 |        |
|                         |                              | TVQ九州放送    | 福岡県         |        |
| 2022年9月1日 - 11月3日  | 木曜 0:00 - 0:30（水曜深夜） | びわ湖放送     | 滋賀県         |        |

### ネット配信
| 配信開始月 | 配信サイト         | 配信料金   | 備考         |
| ---------- | ------------------ | ---------- | ------------ |
| 2021年9月  | Amazon Prime Video | 定額制有料 | 全話先行配信 |
| 2022年9月  | Paravi             | 定額制有料 |              |

| テレビ東京系列 水ドラ25                     | テレビ東京系列 水ドラ25                  | テレビ東京系列 水ドラ25                       |
| 前番組                                      | 番組名                                   | 次番組                                        |
| ------------------------------------------- | ---------------------------------------- | --------------------------------------------- |
| ザ・タクシー飯店 （2022年6月2日 - 7月21日） | 僕の姉ちゃん （2022年7月28日 - 9月29日） | 直ちゃんは小学五年生 （2022年10月6日 - 13日） |